# DNEG
DNEG (стилізовано як D N E G; у 1998—2014 роках Double Negative) — британська компанія, яка спеціалізується на створенні комп'ютерної анімації та візуальних ефектах для кінематографу. Головний офіс розміщений у районі Сохо, Лондон. Компанія була заснована у 1998 році і на той час штат працівників налічував 30 чоловік. Зараз кількість працівників становить 750 чоловік, що робить Double Negative однією з найбільших компаній і Європі з виробництва візуальних ефектів.
У 2009 році Double Negative відкрила представництво у Сінгапурі. Зараз цей офіс налічує близько 100 працівників та тісно співпрацює з центральним представництвом у Лондоні.
У липні 2014 році, після злиття з індійською компанією Prime Focus World, перейменована на DNEG.
Від 2014 року DNEG відкрила нові філії у Ванкувері, Мумбаї, Лос-Анджелесі, Ченнаї, Монреалі, Мохалі, Бангалорі та Торонто. У листопаді 2022 року DNEG оголосила про плани відкрити локацію в Сіднеї; у 2023 році нова студія має відкритися в австралійському Пірмонті.
Серед проєктів, у яких брала участь компанія, є:
- Учень чаклуна
- Прибулець Павло
- Принц Персії: Піски часу
- Людина-вовк
- Пипець
- Шерлок Холмс
- Ангели і демони
- Форсаж 4
- Гаррі Поттер та Смертельні Реліквії: частина 1
- Гаррі Поттер та Смертельні Реліквії: частина 2
- Квант милосердя
- Хеллбой 2: Золота армія
- Бетмен: Початок
- Темний лицар
- Doom
- Монстро
- 2012
- Залізна людина 2
- Початок
- Перший месник
- Скотт Пілігрим проти світу